# Klubi Sportiv Vllaznia 2008-2009

## Rosa
| N. |                    | Ruolo | Calciatore                |
| -- | ------------------ | ----- | ------------------------- |
| 1  | Albania (bandiera) | P     | Armir Grimaj              |
| 3  | Albania (bandiera) | C     | Suad Liçi (vice-capitano) |
| 9  | Albania (bandiera) | A     | Vioresin Sinani           |
| 13 | Albania (bandiera) | D     | Erjon Hoti                |
| 18 | Albania (bandiera) | C     | Albert Kaçi               |
| 20 | Albania (bandiera) | C     | Paulin Dhëmbi             |
| 24 | Ghana (bandiera)   | A     | James Boadu               |
| 31 | Albania (bandiera) | P     | Olti Bishani              |
|    | Albania (bandiera) | D     | Dritan Smajlaj            |
|    | Croazia (bandiera) | D     | Mirko Plantić             |
|    | Croazia (bandiera) | D     | Marko Bašić               |
|    | Albania (bandiera) | D     | Elvin Beqiri              |
|    | Albania (bandiera) | C     | Safet Osja (capitano)     |

| N. |                      | Ruolo | Calciatore       |
| -- | -------------------- | ----- | ---------------- |
|    | Albania (bandiera)   | C     | Edmond Doçi      |
|    | Albania (bandiera)   | C     | Erjon Vuçaj      |
|    | Ghana (bandiera)     | C     | Adamu Mohammed   |
|    | Albania (bandiera)   | C     | Amarildo Belisha |
|    | Kosovo (bandiera)    | C     | Ilir Nallbani    |
|    | Albania (bandiera)   | C     | Edon Hasani      |
|    | Albania (bandiera)   | A     | Jasmin Raboshta  |
|    | Albania (bandiera)   | A     | Bekim Balaj      |
|    | Albania (bandiera)   | A     | Nevian Çani      |
|    | Albania (bandiera)   | A     | Xhevahir Sukaj   |
|    | Rep. Ceca (bandiera) | A     | Miloslav Kousal  |
| -  | Albania (bandiera)   | A     | Ndriçim Shtubina |